# Zębiełek tropikalny
Zębiełek tropikalny (Crocidura denti) – gatunek owadożernego ssaka z rodziny ryjówkowatych (Soricidae). Występuje w Kamerunie, Kongo, Gabonie, Gwinei, Sierra Leone, Ugandzie oraz prawdopodobnie w Republice Środkowoafrykańskiej, Kongu i Etiopii. Zamieszkuje tropikalne i subtropikalne, nizinne lasy równikowe. W Czerwonej księdze gatunków zagrożonych Międzynarodowej Unii Ochrony Przyrody i Jej Zasobów został zaliczony do kategorii LC (niższego ryzyka).